# Canton de Droué
Le canton de Droué est un ancien canton français situé dans le département de Loir-et-Cher et la région Centre. Le député Maurice Leroy, ancien UDF devenu Nouveau Centre, président du conseil général de Loir-et-Cher, a été le dernier conseiller général du canton de Droué.

## Géographie
Ce canton était organisé autour de Droué dans l'arrondissement de Vendôme. Situé dans le Perche Vendomois, son altitude variait de 107 m (Villebout) à 258 m (Ruan-sur-Egvonne) pour une altitude moyenne de 197 m.

## Représentation

### Conseillers d'arrondissement (de 1833 à 1940)
| Période                                  | Période      | Identité                                       | Étiquette       | Qualité |
| ---------------------------------------- | ------------ | ---------------------------------------------- | --------------- | --- |
| 1833                                     | 1838 (décès) | Pierre François Souchay (1778-1838)            |                 | Marchand drapier, maire de Droué                                                                            |
| 1838                                     | 1842         | Emmanuel, Comte de Moreau-Faverney             |                 | Capitaine-lieutenant aux Dragons de la garde de Charles X Propriétaire du château, maire de Droué           |
|                                          |              |                                                |                 | |
| 1845                                     | 1848         | M. Daveines-Hallier                            |                 | Propriétaire à La Fontenelle                                                                                |
| 1848                                     | 1858         | Nicolas Chevallier                             |                 | Propriétaire, maire de La Chapelle-Vicomtesse                                                               |
| 1858                                     | 1869 (décès) | Antoine Bournet-Verron (de Verron) (1802-1869) |                 | Notaire à Paris                                                                                             |
|                                          |              |                                                |                 | |
| 1871                                     | 1874         | Eugène Gorteau (1843-1910)                     | Républicain     | Avocat, propriétaire à Villebout                                                                            |
| 1874                                     | 1880         | Henri de Meckenheim d'Artaizé                  |                 | Propriétaire à Chauvigny-du-Perche, lieutenant à la Garde mobile du Loir-et-Cher                            |
| 1880                                     | 1895         | Alphonse-Ferdinand Riout de Lodière            |                 | Propriétaire, maire de Chauvigny-du-Perche                                                                  |
| 1895                                     | 1898         | Henri David                                    | Gauche radicale | Avocat, propriétaire à Arville, Président du Conseil d'arrondissement, Député (1899-1906)                   |
| 1898                                     | 1919         | Jules Testault (1851-1921)                     |                 | Cordonnier, maire de Droué                                                                                  |
| 1919                                     | 1937 (décès) | Adrien Lecomte (1854-1937)                     | SFIO            | Maçon, maire de La Fontenelle, Président du Conseil d'arrondissement                                        |
| 1937                                     | 1938         | Félix Silly                                    | Radical         | Hôtelier, maire de Droué                                                                                    |
| 1938                                     | 1940         | Adrien Coursimault                             | Radical         | Cultivateur à Ruan-sur-Egvonne                                                                              |
| 1940                                     |              |                                                |                 | Les conseils d'arrondissement ont été suspendus par la loi du 12 octobre 1940 et n'ont jamais été réactivés |
| Les données manquantes sont à compléter. |              |                                                |                 | |

### Conseillers généraux de 1833 à 2015
| Période      | Période      | Identité                                     | Étiquette                    | Qualité |
| ------------ | ------------ | -------------------------------------------- | ---------------------------- | --- |
| 1833         | 1842         | Sébastien Pierre Péan                        |                              | Avocat puis juge au Tribunal civil de Blois Maire de Blois (1830-1832) Député (1832-1834)                                                                                                  |
| 1842         | 1848         | Emmanuel de Moreau-Faverney                  |                              | Capitaine-lieutenant aux Dragons de la garde de Charles X Propriétaire du château, maire de Droué (1837-1843), conseiller d'arrondissement                                                 |
| 1848         | 1852         | Octave Barbin                                |                              | Docteur en médecine et propriétaire du manoir de la Ballerie Maire de Droué (1865-1892) |
| 1852         | 1871         | Jean Fourcade-Prunet                         |                              | Chirurgien Maire de Villebout (1840-1848) Propriétaire du Manoir des Clabaudières |
| 1871         | 1874         | Léonce Brault                                |                              | Avocat à la Cour Impériale de Paris Propriétaire de La Tuilerie au Gault-du-Perche |
| 1874         | 1898         | Eugène Gorteau                               | Républicain                  | Avocat à Paris, propriétaire Maire de Villebout (1881-1888 et 1896-1910), conseiller d'arrondissement                                                                                      |
| 1898         | 1914 (décès) | Henri David                                  | Républicain radical          | Avocat, journaliste, dramaturge et poète Député (1899-1906) - Sénateur (1906-1914) Propriétaire à Arville                                                                                  |
| 1914         | 1919         | siège vacant                                 |                              | |
| 1919         | 1928 (décès) | Victorien Triaureau dit Victorien Du Saussay |                              | Homme de lettres Maire de Droué (1919-1928) Propriétaire de La Beaudronnière à Droué |
| 1928         | 1938 (décès) | Emile Bouquerel                              |                              | Propriétaire Adjoint au Maire de Droué |
| 1938         | 1940         | Félix Silly                                  | Rad.                         | Hôtelier Maire de Droué (1928-1945),conseiller d'arrondissement Nommé conseiller départemental en 1943                                                                                     |
|              |              |                                              |                              | |
| 1945         | 1946 (décès) | Félix Silly                                  | Rad.                         | Ancien maire de Droué |
| 1946         | 1949 (décès) | Paul Dussy                                   | Indépendant                  | Entrepreneur de peinture à Paris |
| 1950         | 1968 (décès) | Adrien Coursimault                           | Rad.                         | Cultivateur Adjoint au Maire de Ruan-sur-Egvonne, ancien conseiller d'arrondissement (1938-1940)                                                                                           |
| 10 mars 1968 | 1986 (décès) | Paul Bourdier                                | RI puis UDF-PR               | Eleveur de bovins Maire de Ruan-sur-Egvonne (1959-1983) Doyen des conseillers généraux de France                                                                                           |
| 1986         | 1994         | Jacky Mercier                                | DVD puis UDF                 | Industriel Maire de Droué (1983-1989) |
| 1994         | 2015         | Maurice Leroy                                | SE puis UDF puis NC puis FED | Economiste Député (1997-2010 et depuis 2012) Maire du Poislay (1989-2001) Ministre (2010-2012) Président du Conseil général (2004-2015) Elu en 2015 dans le Canton de Montoire-sur-le-Loir |

## Composition
Le canton de Droué, d'une superficie de 226 km2, était composé de douze communes
.
| Nom                    | Code Insee | Intercommunalité               | Superficie (km2) | Population (dernière pop. légale) | Densité (hab./km2) |
| ---------------------- | ---------- | ------------------------------ | ---------------- | --------------------------------- | ------------------ |
| Bouffry                | 41022      | CC du Perche et Haut Vendômois | 17,73            | 144 (2014)                        | 8,1                |
| Boursay                | 41024      | CC des Collines du Perche      | 22,08            | 181 (2014)                        | 8,2                |
| La Chapelle-Vicomtesse | 41041      | CC du Perche et Haut Vendômois | 15,03            | 180 (2014)                        | 12                 |
| Chauvigny-du-Perche    | 41048      | CC du Perche et Haut Vendômois | 23,43            | 227 (2014)                        | 9,7                |
| Droué                  | 41075      | CC du Perche et Haut Vendômois | 24,04            | 990 (2014)                        | 41                 |
| Fontaine-Raoul         | 41088      | CC du Perche et Haut Vendômois | 21,90            | 213 (2014)                        | 9,7                |
| La Fontenelle          | 41089      | CC du Perche et Haut Vendômois | 20,10            | 194 (2014)                        | 9,7                |
| Le Gault-du-Perche     | 41096      | CC des Collines du Perche      | 28,20            | 323 (2014)                        | 11                 |
| Le Poislay             | 41179      | CC du Perche et Haut Vendômois | 15,89            | 194 (2014)                        | 12                 |
| Romilly                | 41193      | CC du Perche et Haut Vendômois | 14,90            | 180 (2014)                        | 12                 |
| Ruan-sur-Egvonne       | 41196      | CC du Perche et Haut Vendômois | 11,35            | 94 (2014)                         | 8,3                |
| Villebout              | 41277      | CC du Perche et Haut Vendômois | 11,21            | 137 (2014)                        | 12                 |

## Démographie

### Évolution démographique
| 1962  | 1968  | 1975  | 1982  | 1990  | 1999  | 2006  | 2011  | 2012  |
| ----- | ----- | ----- | ----- | ----- | ----- | ----- | ----- | ----- |
| 4 977 | 4 553 | 4 166 | 3 758 | 3 455 | 3 224 | 3 172 | 3 153 | 3 136 |

### Âge de la population
La pyramide des âges, à savoir la répartition par sexe et âge de la population, du canton de Droué en 2009 ainsi que, comparativement, celle du département de Loir-et-Cher la même année sont représentées avec les graphiques ci-dessous.
La population du canton comporte 50,3 % d'hommes et 49,7 % de femmes. Elle présente en 2009 une structure par grands groupes d'âge plus âgée que celle de la France métropolitaine. 
Il existe en effet 57 jeunes de moins de 20 ans pour cent personnes de plus de 60 ans, alors que pour la France l'indice de jeunesse, qui est égal à la division de la part des moins de 20 ans par la part des plus de 60 ans, est de 1,06. L'indice de jeunesse du canton est également inférieur à celui  du département (0,83) et à celui de la région (0,95).
| Hommes | Classe d’âge | Femmes |
| ------ | ------------ | ------ |
| 0,6    | 90 ans ou +  | 2,8    |
| 12,1   | 75 à 89 ans  | 15,7   |
| 19,9   | 60 à 74 ans  | 18,1   |
| 22,6   | 45 à 59 ans  | 21,8   |
| 17,1   | 30 à 44 ans  | 15,9   |
| 11,7   | 15 à 29 ans  | 10,5   |
| 15,9   | 0 à 14 ans   | 15,2   |

| Hommes | Classe d’âge | Femmes |
| ------ | ------------ | ------ |
| 0,5    | 90 ans ou +  | 1,5    |
| 8,8    | 75 à 89 ans  | 12,1   |
| 15,4   | 60 à 74 ans  | 16,1   |
| 21,2   | 45 à 59 ans  | 20,5   |
| 19,6   | 30 à 44 ans  | 18,7   |
| 15,9   | 15 à 29 ans  | 14,3   |
| 18,6   | 0 à 14 ans   | 16,8   |